# Fresh!!!
Pour les articles homonymes, voir Fresh.
Singles de lyrical school
brand new day
(2 avril 2014) PRIDE
(28 octobre 2014)
Fresh!!! est le 8e single du groupe de hip-hop japonais lyrical school sorti en juillet 2014,,.

## Détails du single
Le single, produit par tofubeats, sort le 15 juillet 2014 sous le label T-Palette Records en trois éditions : une édition régulière (contenant le CD seulement) et une édition limitée (contenant un CD différent).
Il atteint la 21e place du classement hebdomadaire des ventes de l'Oricon.
Le groupe de hip-hop a déjà travaillé en collaboration avec tofubeats dans le passé au cours de la période où il s’appelait encore tengal6. tofubeats a écrit les paroles et composé la musique de Fresh!!!. Le paroles de la chanson face B Que Sera Sera ont été écrites par Tatsuya Iwabuchi et la musique a été composée par Shigeki Tsuboko et arrangée par Kosuke Takahashi.
Le CD de l'édition régulière comprend la chanson-titre Fresh!!!, une chanson en face B Que Sera Sera ainsi que leurs versions instrumentales. Celui de l'édition limitée inclut comme titres supplémentaires, produits par okadada et Ali-Kick, qui sont deux remix des chansons wow♪ (chanson de l'album date course sorti en septembre 2013) et Waratte.net (chanson co-face A du single Waratte.net / My Kawaii Nichijōtachi sorti en décembre 2013).
La chanson-titre figurera l'année suivante sur l'album SPOT en mars 2015.

## Sample
Comme étant une chanson portant sur le thème des vacances d'été, la chanson Fresh!! contient un petit sample de la chanson Holiday de la chanteuse américaine Madonna, sortie en 1983. En effet, en plus de la ressemblance musicale avec une dose de hip-hop, les chanteuses reprennent notamment les paroles du refrain : "Holiday, Celebrate".

## Formation
Membres crédités sur le single : 
- ayaka (leader)
- yumi
- mei
- ami
- hina
- minan

## Listes des titres
| 1. | Fresh!!!                                     |  |
| 2. | Que Sera Sera (ケセラセラ)                   |  |
| 3. | Fresh!!! (instrumental)                      |  |
| 4. | Que Sera Sera (instrumental) (ケセラセラ...) |  |

| 1. | Fresh!!!                                     |  |
| 2. | Que Sera Sera (ケセラセラ)                   |  |
| 3. | wow♪ – okadada remix                         |  |
| 4. | Waratte.net – Ali-Kick (わらって.net)        |  |
| 5. | Fresh!!! (instrumental)                      |  |
| 6. | Que Sera Sera (instrumental) (ケセラセラ...) |  |